# Immeuble au 8, place du Forum des Cardeurs à Aix-en-Provence
L'immeuble au 8, forum des Cardeurs est un immeuble situé à Aix-en-Provence.

## Histoire
La porte fait l'objet d'une inscription au titre des monuments historiques par arrêté du 16 novembre 1949.
L'immeuble en pierre de Rogne a été bâti sous le règne de Louis XIII.On peut remarquer le superbe portail aixois qui date de 1641.
La vieille fontaine, conservée au premier entresol,fournissait l'eau aux habitants de l'immeuble. On peut admirer les balustres en pierre,dans la cage d'escalier